# Église Saint-Georges de Novo Selo
Pour les articles homonymes, voir Église Saint-Georges.
L'église Saint-Georges de Novo Selo (en serbe cyrillique : Црква Светог Георгија у Новом Селу ; en serbe latin : Crkva Svetog Georgija u Novom Selu) est une église orthodoxe serbe située à Novo Selo, dans la municipalité de Velika Plana et dans le district de Podunavlje en Serbie. Elle est inscrite sur la liste des monuments culturels protégés de la république de Serbie (identifiant no SK 831).

## Présentation
L'église a été construite en 1893 dans un style néo-romantique.
Elle est constituée d'une nef unique prolongée par une abside, avec des chapelles latérales dans la zone de l'autel ; cette nef est précédée par un narthex avec une galerie et un clocher à l'ouest.
Sur le parvis a été érigé un monument en marbre gris en forme d'obélisque en l'honneur des soldats morts dans les batailles pour la libération de la Serbie entre 1912 et 1918.